# Castillo de Ribatallada
El Castillo de Ribatallada es un antiguo castillo de Cataluña ubicado en el municipio de Sabadell, en el Vallés Occidental, en la provincia de Barcelona (España), situado junto al torrente de Ribatallada.

## Descripción
El antiguo castillo actualmente es una masía medio en ruinas en lo alto de una colina cercana a San Julián de Altura. La masía de Ribatallada tiene una planta irregular, resultado de su adaptación al terreno irregular y sucesivas ampliaciones. En la parte noroeste quedan restos de un muro ataludado que podrían ser de un paño de muralla del antiguo castillo. Este muro tiene un aparato de piedras rodadas, de tamaño medio y con la cara desbastada, que han sido colocadas en hiladas regulares.

## Historia
El castillo de Ribatallada aparece documentado por primera vez en el año 1136, cuando el conde de Barcelona, Ramón Berenguer IV, dio en feudo al senescal Guillermo Ramón varios castillos, entre los que se encontraba este. Los Moncada fueron los propietarios de la fortaleza hasta el 1310, después pasó a Clasqueri y más adelante a los Togores. A finales del siglo XV, el linaje de los Togores se extinguió.